# 秋田白神県立自然公園
秋田白神県立自然公園（あきたしらかみけんりつしぜんこうえん）は、秋田県の北部に位置する県立自然公園。2004年（平成16年）8月24日指定。
秋田県内の県立自然公園としては1975年（昭和50年）以来約30年ぶりの新規指定であった。

## 概要
秋田県北西部の白神山地世界遺産地域に接する形で指定されている。秋田県の県立自然公園の再編計画の一環として、従来からあったきみまち阪県立自然公園と八森岩館県立自然公園の一部の領域を分割して設定された。
これは、白神山地が世界遺産に登録されて以来観光客が増加する一方でその利用が一部地域に集中し環境の悪化が危惧されたことから、世界遺産登録区域の外延に新たなバッファゾーン（緩衝地帯）を設定して環境の保護を図り、かつ自然とのふれあいを啓発する場を設けるためである。
藤里側には藤里駒ケ岳や小岳（こだけ）といった山々が位置する。八峰側には真瀬川が流れ、いくつかの渓谷がある。
米代川の支流である藤琴川には峨瓏大滝（がろうおおたき）、太良峡（だいらきょう）が、さらにその支流である粕毛川には素波里峡（すばりきょう）といった峡谷がある。

## 地理

### 主な山
- 藤里駒ケ岳
- 二ッ森
- 小岳
- 水沢山
- 真瀬岳
- 高山

### 主な川・谷
- 一通（いっとおり）の滝（藤琴川）
- 犬戻渓谷

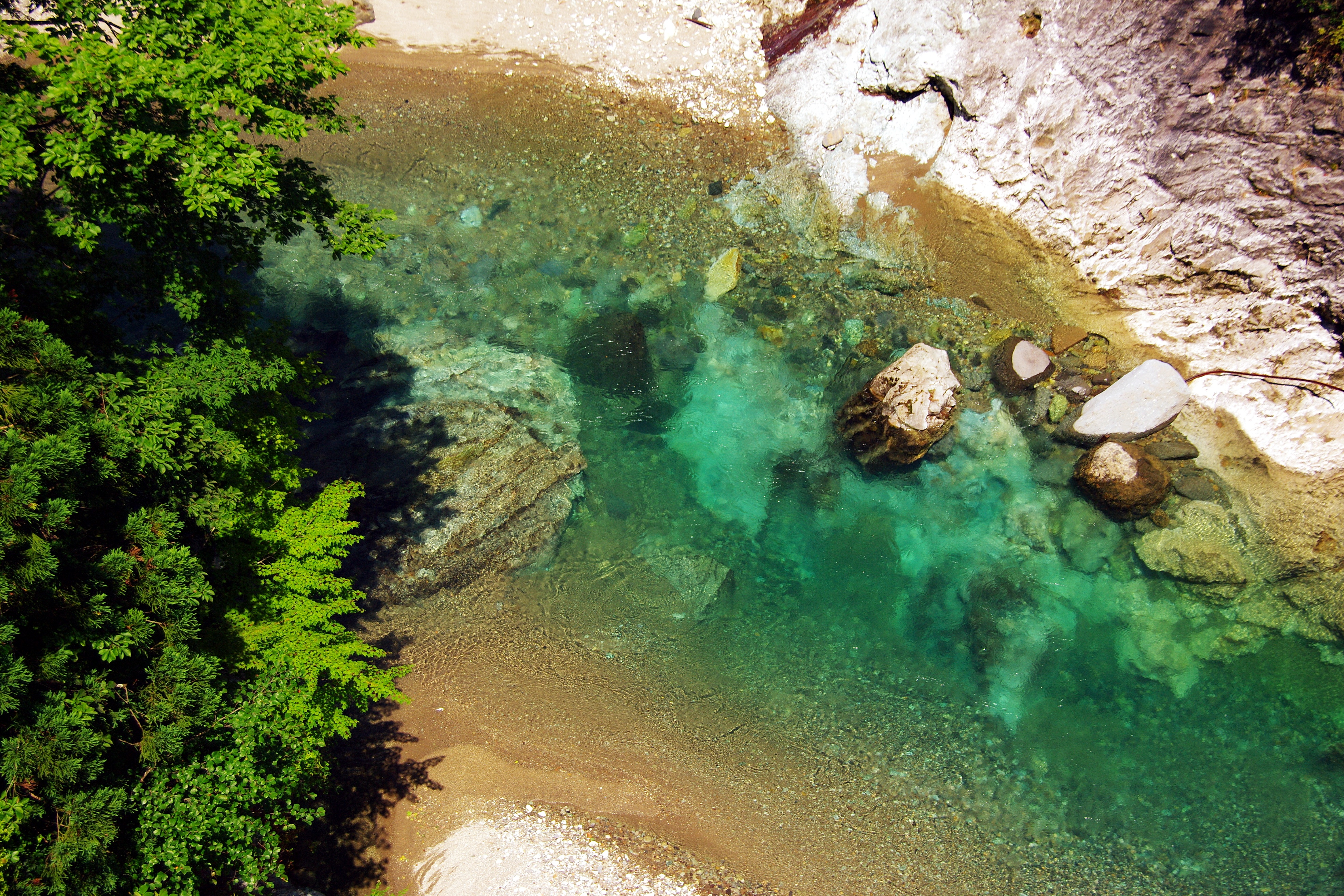
太良峡
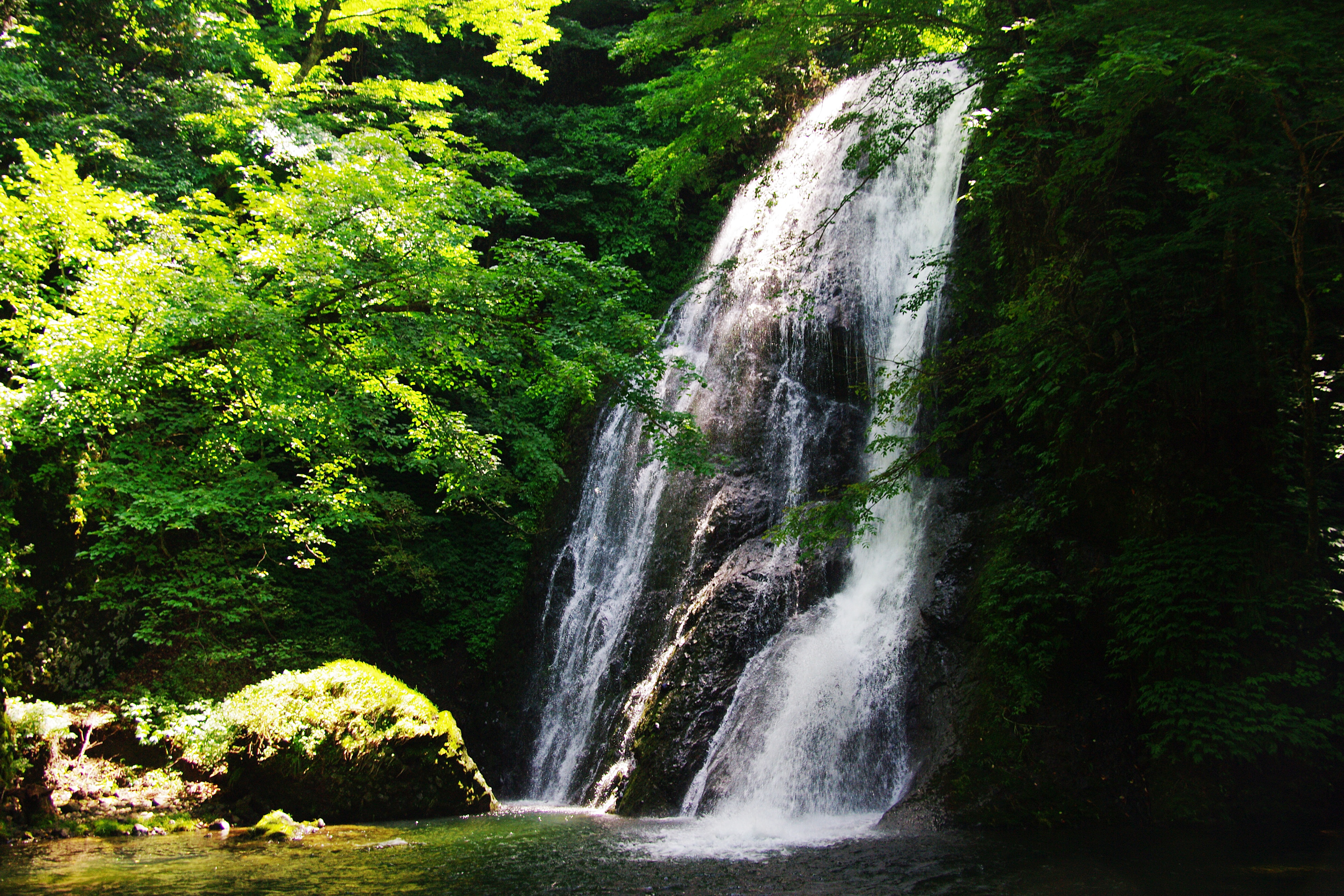
嵯瓏大滝
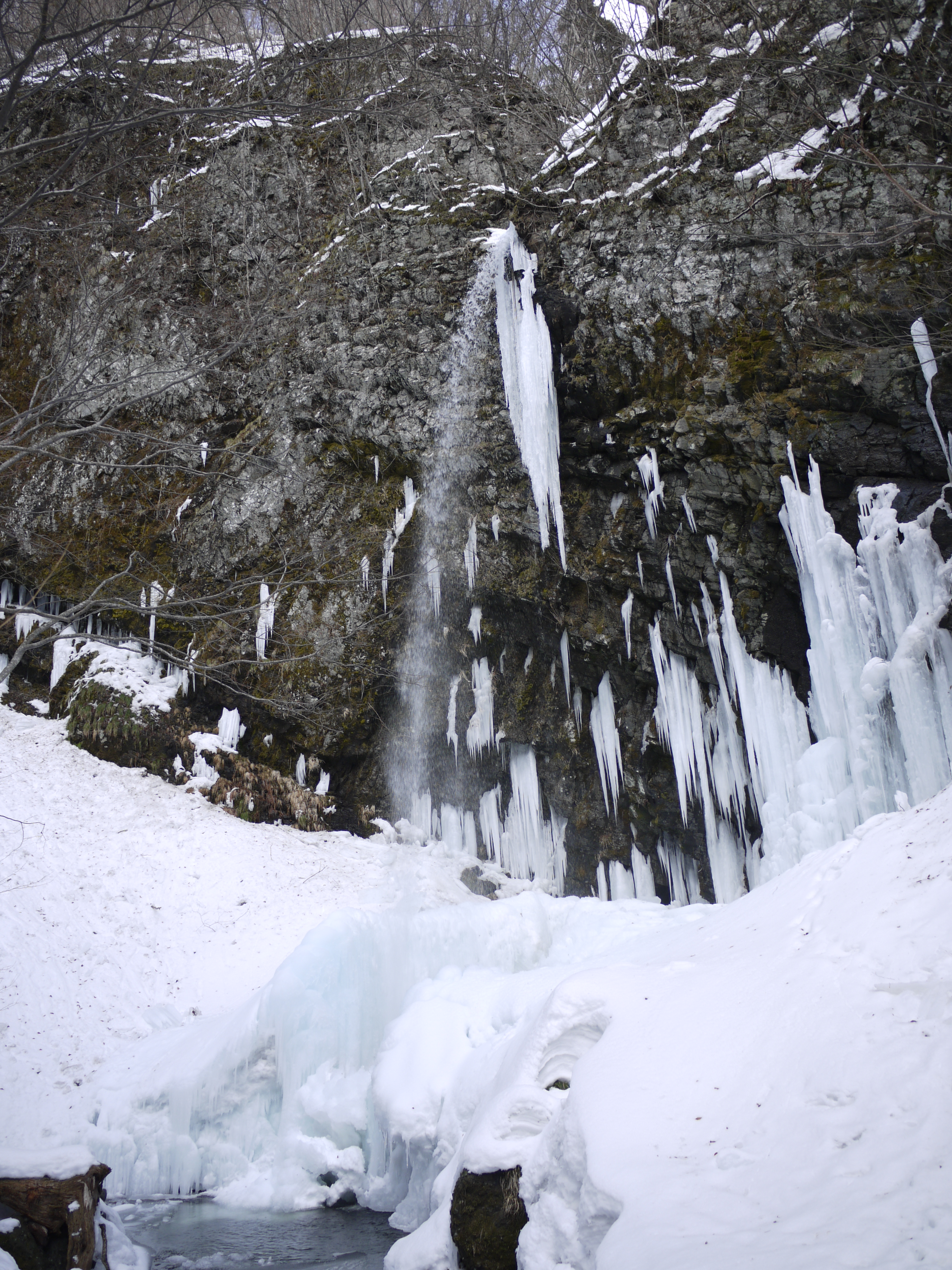
素波里峡（粕毛川）
- 不動の滝
- 銚子の滝 (藤里町)
- (藤里峡)
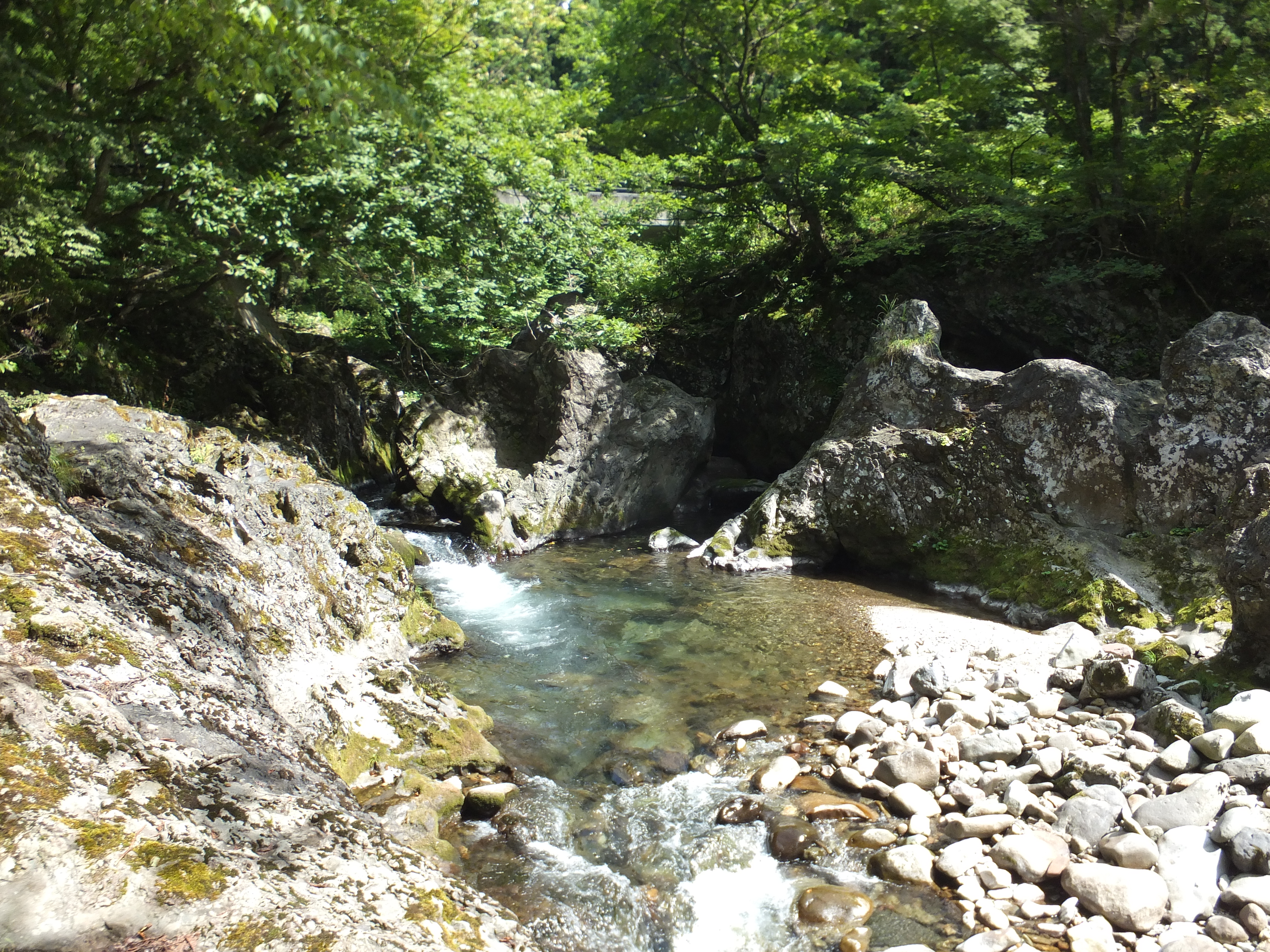
真瀬川の渓谷

- 太良峡
- 嵯瓏大滝
- 素波里不動滝
- 真瀬渓谷 三十釜

### 主な湖
- 素波里湖（素波里ダム湖）

## 関連市町村
- 山本郡藤里町
- 山本郡八峰町